# Милан Ђокић (фудбалер)
Милан Ђокић (Лесковац, 12. септембра 1997) српски је фудбалер који тренутно наступа за ФA Шјауљај.
Прве фудбалске кораке Ђокић је начинио у редовима власотиначке Власине, а каријеру наставио у суботичком Спартаку. После млађих узраста прве сениорске утакмице одиграо је за ТСЦ из Бачке Тополе у Српској лиги Војводине где је наступао непуне две сезоне. У међувремену је био на двојној регистрацији у екипи ЧСК Пиваре из Челарева. Кратко је наступао за Бачку 1901, а прилику да наступа у континуитету добио је у Моравцу из Мрштана, члану Српске лиге Исток. Ту је први део такмичарске 2018/19. окончао на челу листе стрелаца, па је услед тога појачао редове прволигаша Златибора. Са тим клубом је наредне сезоне освојио Прву лигу и остварио пласман у Суперлигу Србије. У ТСЦ се вратио почетком 2021. године.

## Каријера

### Почеци
Ђокић је фудбалом почео да се бави са шест година старости у власотиначкој Власини. Ту је био најбољи стрелац у млађим категоријама, а са својих петнаест година прешао је у суботички Спартак. И у млађим селекцијама клуба са севера Србије био је ефикасан, па је лета 2015. прикључен тренинзима првог тима код тадашњег шефа стручног штаба Стевана Мојсиловића. Нешто касније, истог лета, Ђокић је отишао на једногодишњу позајмицу у ТСЦ из Бачке Тополе. Ту је, као бонус играч, наступио на 18 утакмица у Српској лиги Војводине за такмичарску 2015/16. и постигао три поготка. Стрелац је најпре био у 11. колу против Долине из Падине, затим у минималној победи над Железничаром у Панчеву када је означен као најбољи појединац на терену, те у ремију са Дунавом у Старим Бановцима у 22 колу. Са екипом из Бачке Тополе Ђокић је освојио Куп Подручног фудбалског савеза Суботице, победом над Таванкутом у финалу тог такмичења. По истеку позајмице вратио се у Спартак са којим је прошао летње припреме за нову сезону. Лиценциран је и за Сулерлигу Србије у такмичарској 2016/17. Паралелно с тим, прослеђен је, на двојну регистрацију, екипи ЧСК Пиваре из Челарева. Ту је забележио један наступ, те је споразум током наредног прелазног рока раскинут. Одазвао се првој прозивци Спартака у 2017, али је затим поново уступљен ТСЦ-у до краја сезоне. У победи од 3 : 0 над Братством из Пригревице асистирао је Данијелу Златковићу за последњи погодак свог тима, док је једини гол постигао на затварању сезоне против Цемента. Наредног лета отишао је на позајмицу локалној Бачкој 1901. После две утакмице у Српској лиги Војводине, споразум о уступању је раскинут. Касније је прешао у Моравац из Мрштана, а уговор са Спартаком споразумно је раскинуо средином јануара наредне године.

### Моравац Мрштане
Пред крај летњег прелазног рока 2017. године Ђокић је приступио екипи Моравца из Мрштана на једногодишњу позајмицу из суботичког Спартака. Дебитовао је у 4. колу Српске лиге Исток, за такмичарску 2017/18. против Трајала у Крушевцу. Већ на наредном сусрету, када је по први пут почео утакмицу на терену, био је стрелац јединог поготка за свој тим у поразу од Пуковца на домаћем терену. Одмах затим, био је једини стрелац и у минималној победи над Јединством у Бошњацу, где је према извештају са утакмице био и најбољи појединац догађаја. У наредна четири кола, Ђокић је још три пута био стрелац, те је погађао мреже Ртња из Бољевца, Будућности из Поповца и Дунава из Прахова. Након тога је на три од четири следеће утакмице био асистент, а поред тога је изнудио и један једанаестерац, који је реализован против екипе Радана из Лебана. На последњој такмичарској утакмици у календарској 2017. погодио је против Озрена у Сокобањи. После раскида уговора са Спартаком, Ђокић је током зимског прелазног рока и званично постао члан Моравца. Међутим, највећи део пролећног дела сезоне пропустио је због повреде. Тако је у другом кругу Српске лиге Исток одиграо само 5 утакмица без постигнутог поготка.
Наредну сезону започео је у првој постави, али је, због упале грла, неколико утакмица пропустио. Ђокић је уз то наступао и у Куп утакмицама под окриљем ФСРИС, те је у завршници такмичења на три сусрета био стрелац укупно четири поготка. До краја календарске 2018. постигао је 11 погодака и нашао се на челу листе стрелаца у Српској лиги Исток за први део такмичарске 2018/19. Од тога је 9 пута погађао на страни. Постигао је хет-трик против Заплањца у Гаџином Хану, а три пута је давао по два гола на гостовањима, против екипа Јагодине, Пуковца и Радана. Још два поготка постигао је у победи над Дубочицом на домаћем терену. Пет пута је изабран за најбољег појединца сусрета и био међу најбоље оцењеним играчима лиге.

### Златибор Чајетина
Током зимског прелазног рока 2019. године, Ђокић је прешао у редове чејетинског Златибора. Дебитовао је на отварању пролећног дела сезоне против крагујевачког Радничког. Тада је на полувремену сусрета заменио Стефана Тодоровића. Свој први погодак за Златибор постигао је у последњем колу регуларног дела сезоне за минималну победу над Металцем из Горњег Милановца. У другом колу доигравања постигао је једини погодак у поразу који је Златибору нанео ТСЦ из Бачке Тополе. На наредном сусрету изнудио је једанаестерац услед прекршаја голмана Јавора Немање Јеврића над њим. До краја сезоне погодио је и против београдског Синђелића у 35. колу, односно у минималној победи над Бежанијом на затварању Прве лиге Србије. Са екипом Златибора наступио је и у баражу за попуну Суперлиге, против Инђије.
На почетку такмичарске 2019/20. Ђокић је неколико утакмица пропустио због повреде, па га је у шпицу напада мењао штопер Раде Глишовић. У састав се вратио у 7. колу, када је Златибор минималним резултатом победио ОФК Бачку из Бачке Паланке. Први погодак у сезони постигао је два кола касније за минималну победу против Металца из Горњег Милановца. Стрелац је био и на две узастопне утакмице, против Земуна у 18. и Радничког из Пирота у следећем колу. Поред лигашког дела такмичења, Ђокић је наступио и у шеснаестини финала Купа Србије, против новосадске Војводине. Са Златибором је освојио прво место на табели Прве лиге Србије и остварио пласман у највиши степен српског фудбалског такмичења. У том такмичењу дебитовао је на отварању сезоне 2020/21. одигравши читав сусрет са својим бившим клубом, Спартаком у Суботици, где је Златибор поражен резултатом 3 : 0. Свој први погодак постигао је из пенала на гостовању Вождовцу у 5. колу. Такође, Ђокић је постигао оба гола за свој тим на гостовању у Новом Пазару, где је сусрет између истоименог клуба и Златибора завршен резултатом 1 : 2. Тиме је заслужио признање за играча кола у избору заједнице Суперлиге Србије. Ђокић је са екипом Златибора наступио и на одложеном сусрету шеснаестине финала Купа Србије када их је елиминисала београдска Црвена звезда.

### ТСЦ Бачка Топола
Медији су 11. јануара 2021. пренели вест да се Ђокић вратио у ТСЦ из Бачке Тополе. Клубу је приступио након одласка Владимира Силађија и најпре задужио дрес са бројем 9, који је он претходно носио. Поред тога, најбољи стрелац екипе Ненад Лукић позван је на турнеју репрезентације Србије и није отпутовао са екипом на припреме у Анталији. Тако су на пут од нападача, поред Ђокића, кренула још тројица бонус играча, Едвин Елевен, Дамјан Достанић и Немања Крсмановић. Прву утакмицу по повратку у клуб, Ђокић је одиграо против Арсенала из Туле, која је завршена без погодака. Тренер Младен Крстајић га је тада уврстио у почетну поставу свог тима. Почео је и наредни сусрет, са екипом Лудогореца из Разграда. На трећој утакмици током припрема наступио је против украјинског представника, Олимпика из Доњецка, док је сусрет који је требало да се одигра са екипом из Мијеркуреје Чук отказан због неповољних временских услова. За Суперлигу Србије, Ђокић је лиценциран са бројем 25 на дресу. На отварању другог дела такмичарске 2020/21. Ђокић је против Војводине седео на клупи за резервне фудбалере. Први наступ за ТСЦ у Суперлиги Србије, Ђокић је забележио против екипе Рада у 21. колу, ушавши у игру уместо Јанка Тумбасевића у 85. минуту сусрета. Наступио је још у наредном колу, против свог бившег клуба, Златибора.

### Брегалница Штип
Средином јула 2021. године прешао је у Брегалницу из Штипа. Дебитовао је на отварању такмичарске 2021/22. у Првој лиги Македоније, против Шкупија. Свој први погодак постигао је у победи од 3 : 2 над Академијом Пандев у 5. колу.

## Статистика

### Клупска
Ажурирано 19. септембра 2021.
|                                    |          |     |    |   |   |   |   |   |   |     |    |  |  |  |
| ТСЦ Бачка Топола (позајмица)       | 2015/16. | 18  | 3  | — | — | — | — | 1 | 0 | 19  | 3  |  |  |  |
|                                    |          |     |    |   |   |   |   |   |   |     |    |  |  |  |
| Спартак Суботица                   | 2016/17. | 0   | 0  | 0 | 0 | — | — | — | — | 0   | 0  |  |  |  |
|                                    |          |     |    |   |   |   |   |   |   |     |    |  |  |  |
| ЧСК Челарево (двојна регистрација) | 2016/17. | 1   | 0  | 0 | 0 | — | — | — | — | 1   | 0  |  |  |  |
|                                    |          |     |    |   |   |   |   |   |   |     |    |  |  |  |
| ТСЦ Бачка Топола (позајмица)       | 2016/17. | 12  | 1  | — | — | — | — | — | — | 12  | 1  |  |  |  |
|                                    |          |     |    |   |   |   |   |   |   |     |    |  |  |  |
| Бачка 1901 (позајмица)             | 2017/18. | 2   | 0  | — | — | — | — | — | — | 2   | 0  |  |  |  |
|                                    |          |     |    |   |   |   |   |   |   |     |    |  |  |  |
| Моравац Мрштане                    | 2017/18. | 17  | 6  | — | — | — | — | — | — | 17  | 6  |  |  |  |
| Моравац Мрштане                    | 2018/19. | 13  | 11 | — | — | — | — | 3 | 4 | 16  | 15 |  |  |  |
| Моравац Мрштане                    | Укупно   | 30  | 17 | — | — | — | — | 3 | 4 | 33  | 21 |  |  |  |
|                                    |          |     |    |   |   |   |   |   |   |     |    |  |  |  |
| Златибор Чајетина                  | 2018/19. | 14  | 4  | — | — | — | — | 1 | 0 | 15  | 4  |  |  |  |
| Златибор Чајетина                  | 2019/20. | 23  | 3  | 1 | 0 | — | — | — | — | 24  | 3  |  |  |  |
| Златибор Чајетина                  | 2020/21. | 15  | 3  | 1 | 0 | — | — | — | — | 16  | 3  |  |  |  |
| Златибор Чајетина                  | Укупно   | 52  | 10 | 2 | 0 | — | — | 1 | 0 | 55  | 10 |  |  |  |
|                                    |          |     |    |   |   |   |   |   |   |     |    |  |  |  |
| ТСЦ Бачка Топола                   | 2020/21. | 2   | 0  | 0 | 0 | — | — | — | — | 2   | 0  |  |  |  |
| ТСЦ Бачка Топола                   | Укупно   | 32  | 4  | 0 | 0 | — | — | 1 | 0 | 33  | 4  |  |  |  |
|                                    |          |     |    |   |   |   |   |   |   |     |    |  |  |  |
| Брегалница Штип                    | 2021/22. | 6   | 1  | 0 | 0 | — | — | — | — | 6   | 1  |  |  |  |
|                                    |          |     |    |   |   |   |   |   |   |     |    |  |  |  |
| Каријера                           | Каријера | 123 | 32 | 2 | 0 | — | — | 5 | 4 | 130 | 36 |  |  |  |
|                                    |          |     |    |   |   |   |   |   |   |     |    |  |  |  |

## Трофеји и награде

### Клупски
ТСЦ Бачка Топола
- Куп ПФС Суботице : 2016.[18]

Златибор Чајетина
- Прва лига Србије : 2019/20.[88]

### Појединачно
- Играч кола у Суперлиги Србије (1)[120]

## Збирни извори
1. ↑  [36][37][38]
2. ↑  [39][40][41]
3. ↑  [45][46][47][48][49]
4. ↑  [6][50][51]
5. ↑  [56][57][58][59][60]
6. ↑  [63][64][65]
7. ↑  [78][79][80]
8. ↑  [83][84][85]
9. ↑  [4][94][95][96][97]
10. ↑  [98][99][100]